# عاصم الجزار
عاصم الجزار (مواليد 20 أغسطس 1967) هو وزير الإسكان السابق في حكومة مصطفى مدبولي.
شغل الجزار منصب رئيس مجلس إدارة الهيئة العامة للتخطيط العمراني بوزارة الإسكان، مُنذ 2012، وكان قبلها نائب رئيس الهيئة العامة للتخطيط العمراني لقطاع البحوث والدراسات والتخطيط الإقليمي. كما يعد مخطط مقترح مصر 2052 والذي يتضمن نقل العاصمة لمكان بديل وبناء مدن جديدة بالإضافة لمشروع تطوير منطقة محور قناة السويس، وتضمن المخطط شبكات الطرق القومية وخطط تطوير العشوائيات، وخطط تطوير الجزر في النيل.
أدى حلف اليمين في 13 فبراير 2019.
| المناصب السياسية  | المناصب السياسية                                                  | المناصب السياسية |
| ----------------- | ----------------------------------------------------------------- | ---------------- |
| سبقه مصطفى مدبولي | وزير الإسكان والمرافق والتنمية العمرانية فبراير 2019 - يوليو 2024 | تبعه شريف شربيني |